# Carnatische muziek

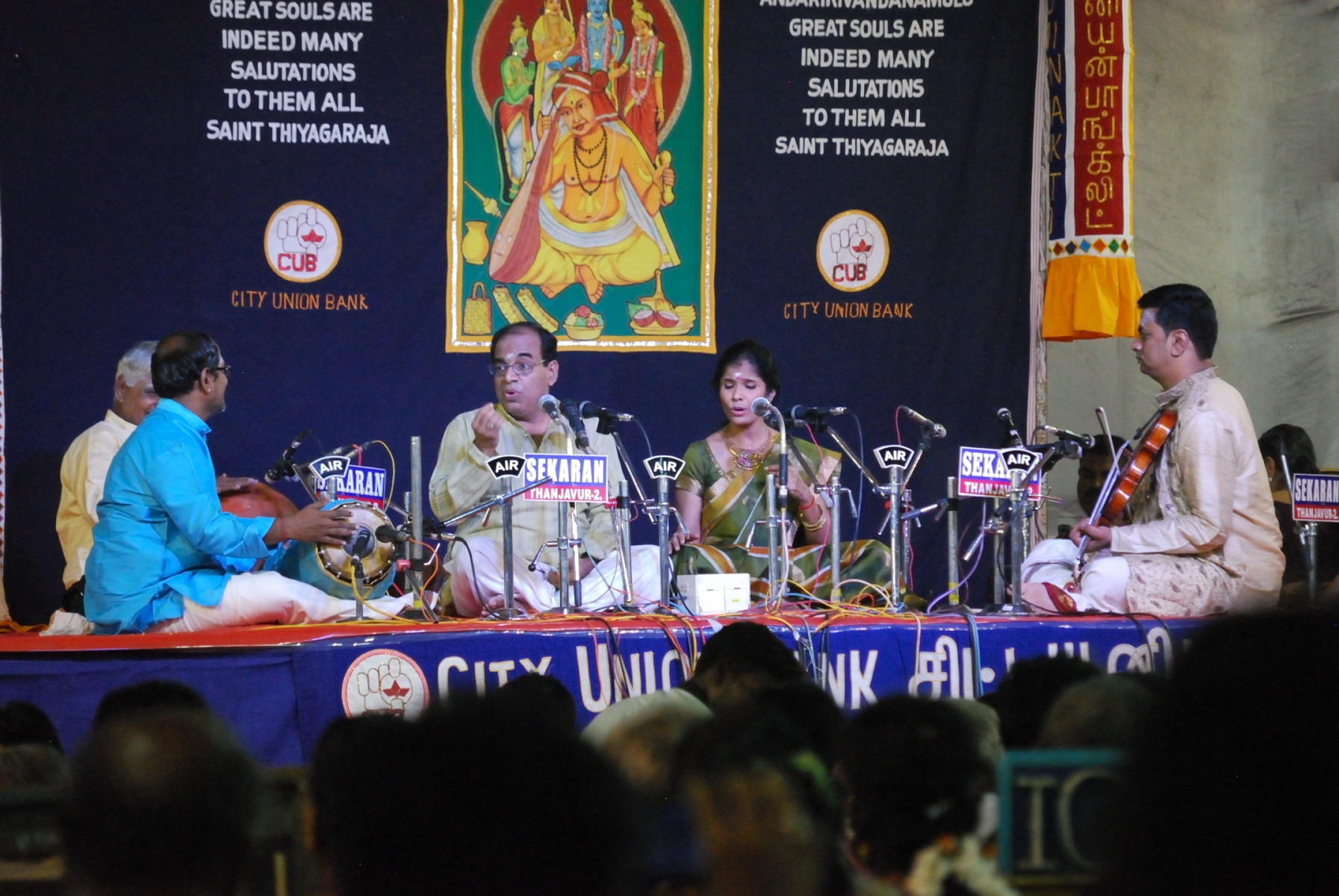
uitvoering van Carnatische muziek

Carnatische muziek is Zuid-Indiase klassieke muziek. Het betreft voornamelijk het gebied Tamil Nadu, Karnataka en Kerala.

## Raga
Raga (spreek uit: raag) is het basisbegrip van een compositie in de Indiase muziek, zowel in de Hindoestaanse muziek als in de Carnatische muziek. 
Net als in de Hindoestaanse muziek zijn er in de Carnatische muziek raga's maar kunnen verschillend benaamd zijn of verschillen in toonladder.
In tegenstelling tot de Hindoestaanse muziek speelt compositie een grote rol.

Voor een completer overzicht, zie: Lijst van Carnatische raga's.

## Tala
Tala (spreek uit: taal) is het basisbegrip voor een ritmische cyclus in zowel de Hindoestaanse als in de Carnatische muziek, per traditie zijn er echter zeer verschillende talas, en bovendien verschillende instrumenten die de tala spelen.

## Componisten
De drie grote componisten:
- Tyagaraja Tyāgarāja (Telugu: శ్రీ త్యాగరాజ స్వామి; 1767-1847)
- Muthuswami Dikshitar Muthuswami Dikshitar (Tamil: முத்துஸ்வாமி தீக்ஷிதர்) 1775 – 1835)
- Syama Shastri Shyama Shastri (Tamil: ஷ்யாமா ஷாஸ்திரி, Sanskriet: श्यामा शास्त्रि, Telugu: శ్యామా శాస్త్రి 1763-1827)

## Instrumenten
De historische basis van de Indiase muziek ligt in een vocale traditie: de zanger(es) is een belangrijke solist. 
In de Carnatische muziek is de veena het belangrijkste instrument. Andere instrumenten in deze muziek zijn onder andere:
- Nadaswaram (soort schalmei)
- Viool (de westerse viool, maar anders gehanteerd)
- Mridangam (grote tweevellige trommel)
- Ghatam (kleipot)

## Musici
Samengesteld uit de collectie van een rasika (liefhebber Indiase klassieke muziek).
- A. Kanyakumari
- Alangudi K. Ramachandran
- Alathur Brothers
- Alathur Srinivasa Iyer
- Anantakrishnan
- Anantha Krishnan
- Anantharaman
- Andankovil A.V. Selvarathnam
- Annavarapu Ramaswamy
- Ariyakudi Ramanuja Iyengar
- Aruna Sayeeram
- Ashok Ramani
- Balamuralikrishna, M.
- C.S. Murugabhupaty
- Chandrasekaran, M.
- Charumathi Ramachandran
- Chembai Vaidyanathan Bhagavatar
- Coimbatore Ramaswamy
- D.K. Jayaraman
- D.K. Pattamal
- Devakotai Narayana Iyengar
- Doreswamy Iyengar
- DvaraM Mangathayaru
- Dwaram Venkataswamy Naidu
- Emani Shankara Sastry
- G. Srimathi
- G.N. Balasubramaniam
- Gayathri Rajapur
- Ghumayalpuram Viswanatha Iyer
- Gopalakrishnan, R.S.
- Guruvayur Dorai
- Harihar Rao
- I. Sivakumar
- J. Vaidhyanathan
- John B. Higgins
- K. Ganeshan
- K. Sivaraman
- K.J. Yesudas
- K.S. Narayanasvami
- K.V. Narayanaswamy
- Kadri Gopalnath
- Kalyan Krishna Bhagavatar
- Kalyan Krishna Bhagavatar
- Kamala Krishnamurty
- Kanaka Durga, V.B.
- Kandadevi Alagiriswamy
- Karaikudi Mani
- Karaikudi Muthu Iyer
- Karaikudi R. Mani
- Karukurichi P. Arunachalam
- Kesavulu, T.
- Kumbakonam Ramamurthy
- Kunnakudi Vaidyanathan
- Kuttalam Viswanathan
- Kuzhikarai Pichaippa
- L. Shankar
- L. Subramaniam
- Lalgudi G. Jayaraman
- Lalgudi Jayaraman
- Lalgudi Jayaraman
- Lalgudi Jayaraman
- Lalgudi Jayaraman
- M. Chandrasekaran
- M. S. Anantharaman
- M.D. Ramanathan
- M.L. Vasanthakumari
- M.S. Gopalakrishnan
- Madurai Balasubramaniam
- Madurai D. Krishna Iyengar
- Madurai Mani Iyer
- Madurai Soma Sundaram
- Maharajapuram Santhanam
- Mannargudi Easwaran
- Mayuram Govindaraja Pillai
- Mrpalani Subrahmania Pillai
- Mudi Kondan C. Venkatarama Iyer
- Murugaboopathy, C.S.
- Musiri Subramania Iyer
- Muthu Kumaram (Thaval)
- N. Ramani
- N. Vijay Siva
- N.C. Vasantakokilam
- Naasikabhooshani
- Nagai Muralidharan (Viool)
- Namagiripettai Krishnan
- Narayana Menon
- Nedunuri Krishnamurthy
- Nellai Devarajan
- Nellai Mani
- Neyveli Narayanan
- Neyveli Santanagopalan
- P.R. Balasubramanyam
- P.V. Raghavan
- Padma Varadan
- Palakkad Mani Iyer
- Palani Subbudu
- Palani Subramania Pillai
- Palghat Krishnamani
- Palghat R. Raghu
- Palghat T.S. Mani Iyer
- Papanasam Sivan
- Parasala Ponnamma
- R. K. Shriram Kumar (Viool)
- R. Pichumani
- R. Venkataraman
- R.K. Suryanarayan
- R.S. Gopalakrishnan
- Radha Jayalakshmi
- Ramanathan, S.
- Ramanathapuram C. S. Murugabhupathy
- Ramnad N. Krishnan
- Ramnad V. Raghavan
- Ranganathan, T.
- Rukmini, T.
- S. Balachander
- S. Gopalakrishnan (Viool)
- S. Rajam
- S.G. Kittappa
- Salem S. Jayalakshmi
- Sandhyavandanam Srinivasa Rao
- Sanjay Subhramanyam
- Semmangudi Srinivasa Iyer
- Sethuramiah, V.
- Sirgazhi Govindarajan
- Sivakumar
- Subbulakshmi, M.S.
- Subrahmanyam, T.R.
- Subramanyam Iyer
- Sundarambal, K.B.
- Swagatalakshmi Dasgupta
- T. Balasaraswathy
- T. K. Rangachari
- T. M Krishna
- T. R. Mahalingam
- T. Radakrishnan
- T. Ranganathan
- T. Subramanya Pillai (Viool)
- T.H. Vinayakaram
- T.K. Murthy
- T.K. Rangachari
- T.M. Thiagarajan
- T.N. Krishnan
- T.N. Rajarathnam Pillai
- T.N. Seshagopalan
- T.R. Subramaniam
- T.S. Sankaran
- T.V. Gopalakrishnan
- Tanjavur S. Kalyanaraman
- Tanjavur Sankara Iyer
- Tanjore K. Upendran
- Thirupparkadal Veeraraghavan
- Thiruvallur Subrahmanyam
- Thiruvengadu Subramaniam Pillai
- Thiruvizhimizhalai Brothers
- Thyagarajan, V.
- Tiniyan Venkatarama Iyer
- Tirupparakadal Veeraraghavan
- Tiruvallur Subramanyam
- Trichur V. Ramachandran
- Trichy S. Sankaran
- Trichy Swaminatha Iyer
- Turaiyur M. Rajagopala Sarma
- T.V. Shankaranarayanan
- U. Srinivas
- Umayalpuram K. Sivaraman
- V. Govindaswami Naicker
- V. Sethuramiah (Viool)
- V. Thyagarajan (Viool) T. Viswanathan (Flute)
- V.V. Ravi
- V.V. Subramaniam
- Vairamangalam Lakshminarayanan
- Varahur Muthusvami
- Vasanthakumari, M.L.
- Vedavalli, R
- Veena Dhanammal
- VeLlore Ramabadhran
- Vidya Shankar
- Vijay Siva
- Vinayakaram
- Voleti Venkatesvarulu
- Y. Sitaraman